# Джучи
Джучи́ (Джочи, Йочи, Йоджи, Туши,  Души, Чжочи; ок. 1177/78 — 1227) — правитель собственного улуса — Улуса Джучи. В 1207—1208 годах возглавлял поход в Южную Сибирь, присоединив к Монгольской империи Туву, Хакасию, Алтай, участвовал в походах Чингисхана в Северный Китай (1211—1215), Среднюю Азию (1219—1222), завоевал восточный Дешт-и-Кипчак.
Старший сын Чингисхана и его первой жены Бортэ из племени унгират. Старший брат Чагатая, Угэдэя и Толуя. Наследственные земли его потомков в западной части Монгольской империи — Улус Джучи — в русской историографии известны как «Золотая Орда».

## Происхождение
Джучи — старший сын Чингисхана и Бортэ-фуджин. Родился около 1177—1178 года. До этого в результате набега меркитов на кочевья Тэмуджина Бортэ попала в плен. Это породило слухи о том, что Джучи является сыном меркитского аристократа Чильгир-Боко. Сам Чингисхан эти слухи пресек, заявив, что его жена попала в плен уже беременной.
Вопрос происхождения Джучи ни семью Чингисхана, ни монгольских авторов сильно не волновал. Однако персидские и тюркские средневековые авторы (такие, как Рашид ад-Дин, Хафиз-и Таныш Бухари и Абу-л-Гази) этому вопросу внимание уделяли. Это объясняется тем, что в государствах Центральной Азии уже в XIV веке сложился культ Чингисхана, и только принадлежность к ero роду по прямой мужской линии давала право на ханский престол.
Подозрения по поводу его происхождения Джучи никоим образом не отразились ни на нем самом, ни на его потомках, включая Бату.

## Биография
В 1206 году Чингисхан был провозглашен всемонгольским правителем и через год начались монгольские завоевания. Завоеванные земли распределялись между ближайшими родственниками Чингисхана. Впервые наделение Джучи уделом произошло в 1207 году, когда он, начальствуя над правым крылом новорожденной монгольской армии по приказу отца в 1207 году выступил в поход на племена Тувы, Хакасии и Алтая и подчинил их.
Согласно «Тайной истории монголов» Джучи с войсками был послан Чингисханом для подчинения «лесных народов». Монголам подчинились буряты, ойраты и другие народы Южной Сибири. Как сказано в Тайной истории к Джучи пришли нойоны енисейских кыргызов Еди-Инал, Алдиер и Олибек-дигин. Они принесли Джучи белых кречетов, белых коней и белых соболей. Вместе с Джучи кыргызские послы и послы других народов прибыли к Чингисхану. 
Довольный успешным началом завоевательной кампании, Чингисхан объявил:

Ты, Джочи, старший из моих сыновей, недавно лишь вышел из дому, а в землях, куда ты ушел по хорошей дороге, уже успешно покорил лесные народы. Ни люди, ни кони не получили ран. Отдаю тебе эти народы!

«Юань ши» по-другому описывает эти события. Зимой 1207—1208 года, когда Чингисхан воевал в Си Ся к нему прибыло посольство от кыргызов с верховий Енисея. В ответ он послал к ним двух своих послов. Кыргызы с почетом приняли послов и в ответ отправили послов Илик-Тимура и Аткирака, которые привезли Чингисхану белого сокола и получили у него аудиенцию. С этого момента кыргызы подчинились государству Чингисхана.
Установленный монголами режим правления в Южной Сибири был довольно мягким.  
Ужесточение требований правительства к сибирским подданным в 1218 году вызвало массовое возмущение енисейских кыргызов. Их выступления пришлось подавлять Джучи –
как удельному правителю края. В 1218 году Джучи перешёл по льду реку Селенгу, дошёл до  реки Усы, верхнего притока Енисея, прошёл вниз по течению Енисея и атаковал центральные районы расселения кыргызов. Монгольские отряды дошли до Оби и повернули назад. Джучи легко смог подавить восставших и к тому же подчинил себе теленгутов, живших к западу от киргизов.
Впоследствии Тува, Хакасия и Горный Алтай были причислены к «Коренному юрту» Монгольской империи, управлявшемуся младшим сыном Чингиз-хана Тулуем. Южная Сибирь была исключена из-под юрисдикции Джучи.
В 1211 году началась война между монголами и империей Цзинь. Во втором месяце (25 февраля-16 марта) войска Чингисхана перешли границу империи Цзинь. Войсками командовал лично Чингисхан. Цзинь потерпела серьёзное поражение. Была прорвана Великая китайская стена. Монголы дошли до Пекина и осадили его. Выделенные из основной группировки рейдовые отряды под командованием сыновей Чингисхана — Джучи, Угэдэя и Чагатая  занялись разорением цзиньских округов вдоль Великой китайской стены. Были взяты города: «Юн-нуй, Тун-чин, Ну-джиу, Сун-Джиу, Нин-Джиу». 
По решению Чингисхана в 1213 году начался новый монгольский поход на Цзинь. Войска Чингисхан разделил на три группы. Главную группу войск возглавили он сам и его младший сын Толуй. Западную группу войск возглавили Джучи и его братья Чагатай и Угэдэй. Третья, восточная, была возглавлена Хасаром (братом Чингисхана). Джучи и его братья действовали к югу от хребта Тайхан и вышли на северный берег Хуанхэ. Около Луаня они разделили свою армию так, чтобы им было удобно разорять и уничтожать богатые области на берегах Хуанхэ. Близ Хуацина они повернули армию на запад, затем вновь отправились на север через долину реки Фэньхэ. Были захвачены города Пинъян, Фэньчжоу и Тайюань, богатая столица провинции Шэньси. С огромным награбленным богатством Джучи с братьями прошли через Тайчжоу к Датуну. Оставив на время добычу в землях онгутов, они объединились возле Пекина с армией Чингисхана и Толуя.
В целом поход оказался очень плодотворным для армии Чингисхана и закончился перемирием, за которое Цзинь отдала огромный выкуп монголам. Однако поход монголов был очень кровавым, было убито огромное количество мирного населения, и даже покидая Цзинь они продолжали убивать пленённых ими людей (По «Сокровенному сказанию» несколько сот тысяч пленных).
В 1219 году Чингисхан лично выступил в поход со всеми своими сыновьями и с главными военными силами. Армия завоевателя была разделена на несколько частей. Одной командовали его сыновья Чагатай и Угэдэй, оставленные отцом осаждать Отрар; вторую возглавил старший сын — Джучи. Его основной целью было завоевание Сыгнака и Дженда. Третья армия была направлена на Ходжент. Основные силы под предводительством Чингисхана и его сына Толуя должны были захватить Самарканд.
Отряды Джучи, совершавшие походы по Сырдарье, весной 1220 года подошли к Сыгнаку. Осада его продолжалась семь дней, после чего монголы ворвались в город и разрушили все его крепостные сооружения. За короткий срок монголам подчинились Узген, Барчынлыкент и Дженд. 10-тысячный отряд взял Янгикент и направился в низовья Сырдарьи, мобилизовал там 10 тыс. туркмен. Они восстали, были частично разбиты, а частично отступили на юг, в направлении Мерва. Основные силы Джучи расположились в районе Дженда. В первом походе в Европу Джучи не участвовал, сославшись на болезнь.

## Улус Джучи

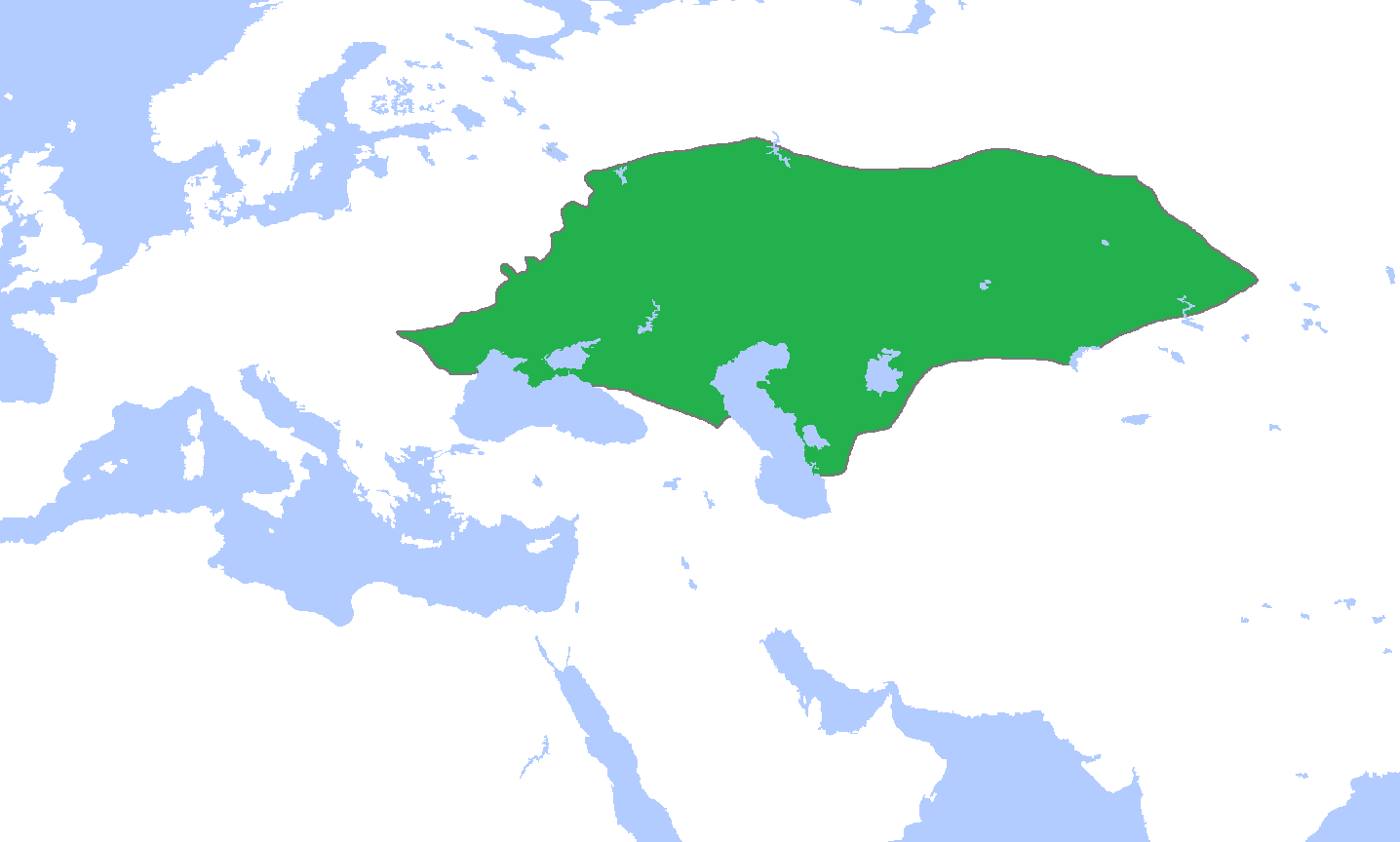
Улус Джучи, она же Золотая Орда в период своего наивысшего расцвета, ок. 1300 год

В 1206 году Чингисхан был провозглашен всемонгольским правителем. В следующем году по его приказу старший сын Джучи подчинил племена Тувы, Хакасии и Алтая. Эти вновь завоёванные земли и народы в 1207 (или 1208) году были выделены Джучи в улус. На этот момент это был единственный выделенный улус, другие дети Чингисхана улусов еще не получили. Ядро улуса Джучи составляли монгольские племена сиджиут, кингит и хушин. В период с 1207 по 1211 года в состав улуса влились ойраты, кыргызы, урянхайцы, а позднее и другие тюрко-кыпчакские и монгольские племена, выразившие лояльность империи. В 1217 году силами Джучи были также присоединены северные территории Алтая, Забайкалья и Минусинской котловины. Однако по решению Чингис-хана Тува, Хакасия и Горный Алтай отошли к Коренному юрту империи, который управлялся Толуем.
В 1218 году войска Джучи под командованием Субедея и Тохучара разбили меркитов и вступили в столкновение с хорезмийцами и кыпчаками, а именно с державой йемеков, расположенной в Приаралье и Заволжье. Второе наделение Джучи улусом состоялось в 1224 году. Он получил в улусное владение северную часть Хорезма (низовья Амударьи) и Восточный Дешт-и Кипчак. Сюда Джучи переселяет все илы (племена), которые дал ему отец. Сначала столица улуса располагается на Иртыше, потом переносится в Дешт-и-Кипчак. После присоединения Хорезма Улус Джучи расширился до реки Джаик (Урал) и встал вопрос о завоевании кыпчаков и йемеков. Это вылилось с войну с коалицией волго-уральских народов и государств, начавшуюся в 1223 году и продлившуюся пятнадцать лет.
Выделение Джучи во владение собственного улуса не означало самостоятельности Улуса Джучи. Он был "назначенным правителем". Улус Джучи оставался частью Монгольской империи (Улуг Улуса) до 1269 года. Согласно монгольским правовым нормам верховный правитель имел титул каана, у остальных же Чингизидов какой-либо титул отсутствовал. Средневековые придворные историки потомков Менгу-Тимура, фактически узурпировавшего ханскую власть, стремились в своих произведениях доказать их право на власть и приписывали ханские титулы предкам Менгу-Тимура начиная с Джучи.

## Смерть

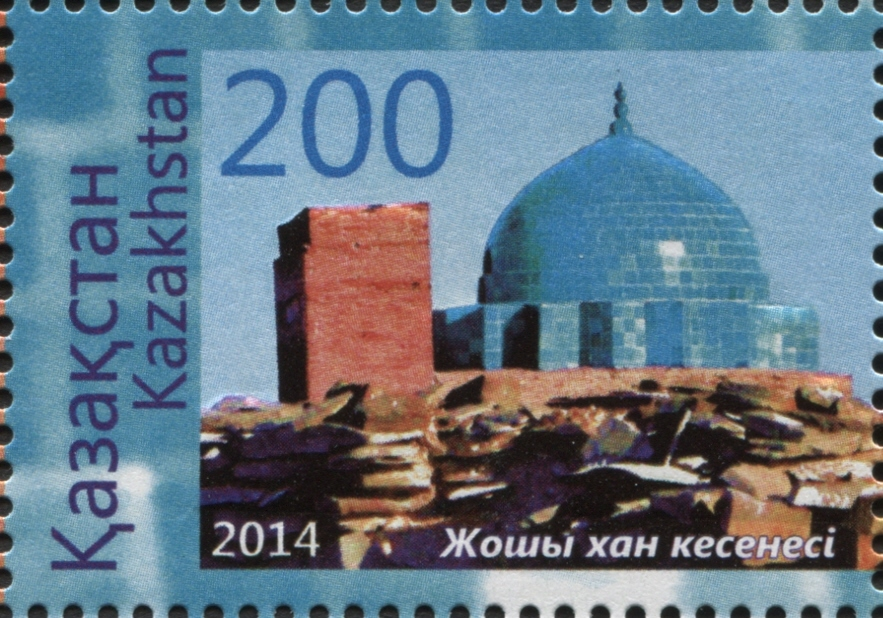
Мавзолей Джучи-хана на марке «Казпочты», 2014

Согласно «Джами ат-таварих» («Сборник летописей») Рашид ад-Дина, последние годы жизни Джучи прошли в плохих отношениях с отцом. Причиной могли служить как и его конфликты со своим братом Чагатаем, так и отказ выполнить приказ отца о покорении всего Дешт-и-Кипчака — кипчаков, русских и черкесов. Усман Джузджани сообщает, что Джучи заявил о «безрассудстве отца в отношении земель и людей». Во время болезни Чингисхана в конце 1225 года Джучи не присутствовал на совете, чем разгневал отца (после того, как воин хана сообщил, что он не болеет, как он заявлял ранее, объясняя своё отсутствие рядом с отцом, а развлекается охотой), и тот приказал отправить войско в его сторону. Но поход не состоялся из-за смерти Джучи. Точная дата смерти Джучи неизвестна, как и его точная дата рождения. Можно лишь говорить о начале 1226 года (или конце 1225 года), по некоторым другим источникам — 1227 год. По некоторым версиям, Джучи был отравлен раствором из клещевины. Умер Джучи приблизительно в возрасте 40 лет. 
В труде Джамаля аль-Карши «Аль-мулхакат би-с-сурах» указывается год смерти Джучи — 622 Хиджры (1225 год). Прежде известная дата смерти (1227 год) современными историками считается ошибочной. В XVI в. Утемиш-хаджи писал о смерти Джучи с упоминанием горы Улуг-Таг: «Когда Йуджи-хан отправился в вилайат Дашт-и Кыпчака, он достиг известного Улуг-Тага. Однажды, когда он вышел на охоту в горах, ему повстречалось стадо марал-кийиков. Он начал пускать стрелы и преследовать их, но упал с коня и свернул себе шею и умер. Так погиб Йуджи-хан». Топоним Улуг-Таг возможно соотносится с горами Улытау. Казахские предания также повествуют о смерти Джучи в Улытау.
Представители «золотого рода» борджигинов, к которому относился Джучи, хоронились тайно, по языческим ритуалам. Скорее всего, его захоронение отсутствует в так называемом мавзолее Джучи, что в горах Улытау. Самое старое из погребений в мавзолее датируется серединой XIII века, в то время как Джучи умер раньше — в 1225 или 1227 году. Оно могло принадлежать умершему человеку мусульманского вероисповедования, возможно, принадлежавшего к роду Джучи. Над его погребением был выстроен мавзолей, который назван именем «Джучи».
Его многочисленное потомство получило в удел Хорезм, Дешт-и-Кипчак, Кавказ и страны к северу от Каспийского и Чёрного морей, ещё не завоёванные. Смерть Джучи помешала этому завоеванию, а сыновья его были ещё малолетние; к тому же ближайшие заботы отвлекали внимание монгольских владык от далёкого запада.

## Потомки Джучи
Сыновья Джучи:
Орду (Орду-Ичена), Бату, Берке, Беркечара,  Шейбани, Тангута, Бувала
(Мувала), Чилакуна, Шингкура, Чимпая, Мухаммеда, Удура, Тука-Тимура, Шингкума (Сингкума), Эсена, Буре, Хугачи, Кудавура, Бурунтая. Согласно Рашид ад-Дину у Джучи было около сорока сыновей.

## Отражение в культуре и искусстве
В фольклоре

Согласно сочинению «Шаджарат Ал-Атрак» («Родословие тюрков»), известно, что Чингисхан любил Джучи-хана больше, чем всех своих детей мужского и женского пола, так что ни у кого не было смелости в присутствии Чингисхана произнести имя Джучи-хана с неодобрением. В то время, когда известие о смерти Джучи-хана пришло в орду, никто не мог сообщить это Чингисхану. В конце концов все эмиры решили, что Улуг-Джирчи, который был приближённым и одним из великих эмиров, сообщит об этом, когда получит приказание о джире. Затем Улуг-Джирчи, когда Чингисхан отдал приказание о джире, найдя время удобным, сказал тюркский джир:
Тенгиз баштын булганды ким тондурур, а ханым?
Терек тубтын джыгалды ким тургузур, а ханым?
Чингисхан в ответ Джирчи сказал тюркский джир:
Тенгиз баштын булганса тондурур олум Джучи дур,
Терек тубтын джыгылса тургузур олум Джучи дур.
Смысл слов Джирчи был таков: «Море до основания загрязнилось, кто (его) очистит, о царь мой? Белый тополь покатился с основания, кто (его) поставит, о царь мой?» В ответ Чингисхан говорит Джирчи: «Если море загрязнилось до основания, тот, кто очистит (его), — сын мой Джучи; если ствол белого тополя покатился с основания, тот, кто поставит, — сын мой Джучи!» Когда Улуг-Джирчи повторил свои слова, слёзы потекли из его глаз. Чингисхан сказал тюркский джир:
Козунг йашын чокуртур конглунг голды балгаймы?
Джиринг конгуль бкуртур Джучи ольди болгаймы?
В ответ Чингисхану Джирчи сказал тюркский джир:
Сойлемекке эрким йок сен сойлединг, а ханым!
Оз йарлыгынг озге джаб айу ойлединг, а ханым!
Когда Джирчи повторял свой джир и при этом слёзы стали видны на (его) глазах, Чингисхан говорит: «Твой глаз проливает слёзы, разве сердце твоё наполнилось? Речь твоя заставляет рыдать сердце, разве Джучи умер?» Так как в то время вышло повеление Чингисхана, что каждый, кто скажет слово о смерти Джучи, подвергается наказанию Чингисхана, то вследствие этого Джирчи в ответ Чингисхану говорит: «Говорить об этом не имею силы и воли, ты сам сказал, о царь мой, указ твой над тобой самим пусть будет, ты хорошо подумал, о царь мой, так как это — так». Тогда Чингиз-хан сказал тюркский джир:
Кулун алган куландай кулунумдин айрылдым,
Айрылышкан анкаудай эр олумдин айрылдым.
то есть: «Подобно лосю, которого на охоте гонят, чтобы убить, сам он убегает, а детёныш его остаётся, также я отделился от своего ребёнка и подобно простаку, который из-за простоты попал в среду врагов в расчёте на дружбу и отделился от спутников, так я отделился от мужественного сына моего». Когда от Чингисхана изошли такие слова, все эмиры и нойоны встали, выполнили обычай соболезнования и стали причитать.
В литературе
Джучи стал персонажем романов В. Г. Яна «Чингиз-хан» и И. К. Калашникова «Жестокий век».
В кино
- Сюжет гибели Джучи во время охоты лежит в основе советского мультфильма «Аксак кулан» («Казахфильм», 1968), снятого по одноимённой казахской легенде[28].

## Память
- Мавзолей Джучи-хана (Жошы-хана) — памятник архитектуры XIV века, расположенный в Улытауском районе Улытауской области Республики Казахстан (в 50 км к северо-востоку от Жезказгана)[29].

## Комментарии
1. ↑  собственное имя Чингисхана
2. ↑  В Монгольской империи вся держава расценивалась как достояние Чингизидов, то есть потомков Чингисхана, одной ветви рода борджигинов.   
Джувейни свидетельствует: "Хотя кажется, что власть и империя передаются [по наследству] одному человеку, а именно тому, кто зовется ханом, в действительности все дети, внуки и дядья имеют свою долю власти и собственности..."
(Трепавлов, 2018, с. 151).
3. ↑  Р. Ю. Почекаев, исследуя правовые отношения в Золотой Орде, отмечает, что в период 1222–1269 годов, когда Улус Джучи был в составе Монгольской империи в официальных актах – дипломатических и нормативных документах к его правителю титул хана не использовался (Почекаев, 2008, с. 29)